# Cronologia da Revolução Cubana
Esta é uma cronologia da Revolução Cubana. Este período começa com o assalto ao quartel Moncada em 26 de julho de 1953, e termina em 1 de janeiro de 1959. 

## 1953
- 26 de julho: Assalto ao quartel Moncada: Menos 160 revolucionários sob o comando de Fidel Castro lançam um ataque em quartel general de Moncada em Santiago de Cuba. Início da Revolução Cubana.
- 16 de outubro: Fidel é condenado a 15 anos de prisão.

## 1954
- Setembro: Che Guevara chega à Cidade do México.

## 1955
- 19 de março: Castro e seus companheiros fundam o Movimento Revolucionário 26 de Julho (M-26).

## 1956
- 25 de novembro: Castro e 81 seguidores partem de Santiago de la Peña (México) com destino a Cuba a bordo do iate Granma.
- 2 de dezembro: Granma desembarca à praia Las Coloradas, na província cubana de Oriente.

## 1957
- 30 de julho: O revolucionário cubano Frank País é assassinado nas ruas de Santiago de Cuba pela polícia.
- 1 de novembro: As formações políticas Partido Autêntico, o Partido Ortodoxo, o Diretório Revolucionário e outros assinam o Pacto de Miami.

## 1958
- 1 de março: Fidel Castro anuncia a guerra total no país.
- 9 de maio: Fidel Castro é nomeado secretário geral do Movimento 26 de Julho, depois de fracassar a greve geral de 9 de abril promovida por o M-26.
- 28 de junho a 8 de agosto: Operação Verano. (11 a 21 de julho: Decisiva vitória do Exército Rebelde na batalha de El Jigüe. Batalha de La Plata.)
- 29 de julho a 8 de agosto: Batalha de Las Mercedes.
- 20 de novembro a 30 de novembro: Batalha de Guisa.
- 15 de dezembro a 1 de janeiro de 1959: Batalha de Santa Clara.
- 19 a 30 de dezembro: Batalha de Yaguajay.

## 1959
- 1 de janeiro: Fulgencio Batista renuncia ao cargo de presidente da Cuba e abandona o país. Fim da Revolução Cubana.
- 2 de janeiro: As tropas de Che Guevara e Camilo Cienfuegos chegam a Havana.
- 5 de janeiro: Manuel Urrutia é nomeado Presidente da Cuba.
- 8 de janeiro: Fidel entra em Havana.
- 16 de fevereiro: Fidel Castro torna-se Premiê da Cuba em substituição de Jose Miro Cardona.